# Introvert en extravert
Introversie is gerichtheid op de binnenwereld, energie krijgen van op jezelf zijn, rustig en bedachtzaam zijn, extraversie is gerichtheid op de buitenwereld,  energie krijgen van gezelschap, spraakzaam en open zijn. Introvert werd oorspronkelijk door Sigmund Freud in zijn theorie over het libido gebruikt. Daarna heeft Carl Jung de beide termen introvert en extravert (Duits: introvertiert en extravertiert) tot de kern van zijn persoonlijkheidstypen gemaakt. De begrippen worden ook gebruikt bij persoonlijkheidstrekken, zoals de big five.
De meeste mensen hebben zowel extraverte als introverte trekken, afhankelijk van de situatie en het gezelschap waarin zij verkeren, hun gezondheid, hun algemeen energieniveau en hun leeftijd. Daarom wordt in de persoonlijkheidspsychologie meestal van een glijdende schaal of dimensie uitgegaan met twee polen, introvert en extravert. Mensen kunnen dan ingedeeld worden naar hun positie op die schaal, in bepaalde situaties, op bepaalde leeftijden. De Engelse psycholoog Hans Eysenck zag in zijn persoonlijkheidstheorie slechts drie hoofddimensies: introversie-extraversie, (de mate van) neuroticisme en psychoticisme. In de moderne persoonlijkheidstheorie van de big five is introversie-extraversie een van de vijf hoofddimensies.

## Meting
Extraversie-introversie is een persoonlijkheidstrek die met vragenlijsten wordt gemeten. Een bekende Nederlandse vragenlijst is de ABV (Amsterdamse Biografische Vragenlijst). Scores op de vragenlijsten die extraversie-introversie meten, zijn statistisch gezien normaal verdeeld. Dit wil zeggen dat de meeste mensen gemiddeld zullen scoren: zij vertonen dus zowel introverte als extraverte kenmerken. Dit betekent dat zij in sommige situaties extravert gedrag, en in andere situaties weer introvert gedrag kunnen vertonen. Alleen extreem hoge of lage scores op de schaal komen dus overeen met de eigenschappen extravert of introvert zoals hierboven omschreven.

## Eysencks theorie
In de persoonlijkheidstheorie van Hans Eysenck is extraversie-introversie een van de drie trekken van zijn PEN-model, dat ook neuroticisme en psychoticisme beschrijft. Eysenck beschreef extraversie-introversie als de mate waarin een persoon naar buiten treedt en met andere mensen contacten heeft. Individuele verschillen in deze trek waren volgens Eysenck een gevolg van biologische factoren. Vooral het begrip arousal speelt in zijn theorie een belangrijke rol. Omdat bij extraverten sprake is van een relatief laag arousalniveau van de hersenen, zijn zij als het ware op zoek naar prikkels van buitenaf. Daarentegen is bij introverten sprake van een relatief hoog arousalniveau, waardoor zij juist de neiging hebben prikkels van buitenaf te vermijden. Ook zouden introverten door hun hoge arousalniveau onder stress slechter presteren op complexe cognitieve taken dan extraverten (zie wet van Yerkes-Dodson) Tweelingenstudies tonen aan dat individuele verschillen in extraversie-introversie voor een belangrijk deel aan erfelijke aanleg zijn toe te schrijven.
Eysenck vergeleek zijn theorie met de klassieke temperamentenleer van Galenus. Zo komt de combinatie van extraversie met hoog en laag neuroticisme overeen met respectievelijk het cholerische en sanguïnische type. De combinatie van introversie met hoog en laag neuroticisme komt overeen met respectievelijk het melancholische en flegmatische type.

## Hersenfuncties
Verschillende studies laten zien dat introverten en extraverten verschillen in hersenactiviteit. Zo blijkt in de hersenen van extraverten bij prikkels als beloning sprake van een relatief sterke reactie van dopamine. Ook vertonen extraverten een sterke speekselreactie bij een smaakprikkel als citroensap op de tong.
Introverten vertonen een sterkere doorbloeding van de prefrontale cortex en anterieure thalamus, gebieden die betrokken zijn met interne verwerkingsprocessen als planning en probleemoplossen. Daarentegen vertonen extraverten een sterkere doorbloeding in de gyrus cinguli, de slaapkwab en posterieure thalamus, gebieden die betrokken zijn bij verwerking van emotionele en sensorische prikkels.

## Maatschappelijke implicaties
Extraverten zijn volgens sommige sociaalpsychologische studies gelukkiger en beschikken over meer zelfvertrouwen dan introverten. Mogelijk hangt dit samen met het feit dat in de westerse wereld extraversie wordt gezien als een positieve (of wenselijke), en introversie als een negatieve (of minder wenselijke) eigenschap.
Extraversie hoeft echter niet altijd een voordeel te zijn. Zo is namelijk gebleken dat introverten meer succes hebben in academische beroepen. Ook blijken extraverte jongeren sterker de neiging hebben tot delinquent gedrag.
Bij beroepskeuze, onderwijs en psychotherapie wordt vaak rekening gehouden met de persoonlijkheidstrek extraversie-introversie, bij het adviseren van beroepen, het geven van onderwijs, of adviseren van bepaalde vormen van therapie.

### Leiderschap
Van leiders wordt verwacht dat ze beslissen en het voortouw nemen. Oog hebben voor de relatie en mogelijke problemen niet willen (kunnen) zien wordt dan geapprecieerd terwijl nadenken en twijfelen dan zeer unheimisch voelt. Hierdoor komen extraverte personen eerder terecht in leidersposities dan introverte personen. 
Een tweede reden is dat extraverte personen meer zichtbaar zijn dan introverte en daardoor meer mogelijkheden tot identificatie bieden. 
Bij een situatie van leiding geven aan mensen die volgzaam zijn voldoet een extraverte persoon beter. Bij een situatie van leiding geven aan mensen die erg zelfstandig zijn past een introverte persoon beter.

## Ambivert
Een ambivert is iemand van wie de persoonlijkheid zowel introverte als extraverte kenmerken bezit en die, afhankelijk van stemming, context en doelen voor een van beide houdingen kiest. Introversie en extraversie zijn twee uitersten. Een ambivert kan bijvoorbeeld af en toe genieten van het bijwonen van grote sociale bijeenkomsten en op andere momenten zondert hij zich liever af. Noch introversie, noch extraversie zijn dominant in dit persoonlijkheidstype.

## Notities en referenties
1. ↑  Amsterdamse Biografische Vragenlijst: ABV
2. ↑  Eysenck, H. J. (1967). The biological basis of personality. Springfield, IL: Thomas Publishing.
3. ↑  Auke Tellegen, David T Lykken, Thomas J. Bouchard, Jr., Kimberly J. Wilcox, Nancy L. Segal, Stephen Rich (1988) Personality Similarity in Twins Reared Apart and Together Journal of Personality and Social Psychology Vol. 54, no. 6. 1031-1039.
4. ↑  Eysenck, H. J. and Eysenck, S. G. B. (1965). The Eysenck Personality Inventory. British Journal of Educational Studies, Vol. 14, No. 1 (Nov., 1965), p. 140 doi:10.2307/3119050
5. ↑  Depue, R. A., & Collins, P. F. (1999). Neurobiology of the structure of personality: Dopamine, facilitation of incentive motivation, and extraversion. Behavioral and Brain Sciences, 22, 491-517.
6. ↑  Lemon juice experiment Wired-up March 18, 2005, issue: 22.
7. ↑  Johnson, D. L., Wiebe, J. S., Gold, S. M., Andreasen, N. C. (1999). Cerebral blood flow and personality: A positron emission tomography study. American Journal of Psychiatry, 156, 252-257.
8. ↑  Myers, David G (1992) The Secrets of Happiness Psychology Today.
9. ↑  Rauch, Jonathan (2003). Caring For Your Introvert The Atlantic Monthly; March 2003; Volume 291, No. 2.
10. ↑   Eysenck, H. J. (1971). Readings in Extraversion-Introversion. New York: Wiley.
11. ↑  Ryckman, R. (2004). Theories of Personality. Belmont, CA: Thomson/Wadsworth.
12. ↑  Ateel, Saqib Ali (2005). Personality Career Tests. Gearchiveerd op 23 maart 2023.
13. ↑  Petric, D. (2019). Introvert, Extrovert and Ambivert. The Knot Theory of Mind.